# Université de technologie Noshirvani de Babol
 (mars 2015).
Si vous disposez d'ouvrages ou d'articles de référence ou si vous connaissez des sites web de qualité traitant du thème abordé ici, merci de compléter l'article en donnant les références utiles à sa vérifiabilité et en les liant à la section « Notes et références ».
L'université de technologie Noshirvani de Babol est une université iranienne fondée en 1970 et située à  Babol dans la province de Mazandaran dans le nord du pays, à environ 20 km au sud de la mer Caspienne. Elle fut fondée par Seyed Hossein Late Fallah Noshirvani.

## Présentation
L'établissement, d'une superficie de 11 hectares, comprend trois grands bâtiments et quatre ateliers et laboratoires abritant quatre départements d'ingénierie. 
Il a été fondé en 1970 comme Institut de formation technique des enseignants de Babol. En 1979, il a fusionné avec l'université de Mazandaran et a pris son nom actuel en mars 2008.